# Kobban, Ljusterö
Kobban är en insjö på norra delen av Ljusterö i Österåkers kommun i Uppland och ingår i Norrtäljeån-Åkerströms kustområde. Sjön har en area på 0,0617 kvadratkilometer och ligger 3,1 meter över havet.

## Delavrinningsområde
Kobban ingår i det delavrinningsområde (660498-166095) som SMHI kallar för Rinner till Skatfjärden. Medelhöjden är 19 meter över havet och ytan är 11,92 kvadratkilometer. Det finns inga avrinningsområden uppströms utan avrinningsområdet är högsta punkten. Avrinningsområdets utflöde mynnar i havet, utan att ha någon enskild mynningsplats.